# Myopterus whitleyi
Myopterus whitleyi is een zoogdier uit de familie van de bulvleermuizen (Molossidae). De wetenschappelijke naam van de soort werd voor het eerst geldig gepubliceerd door Scharff in 1900.